# Френкі Валлі
Френкі Валлі (англ. Frankie Valli, спр. ім'я Francesco Stephen Castelluccio; нар. 3 травня 1934) — американський співак, найбільш відомий як фронтмен вокального поп-гурту The Four Seasons і володар потужного фальцета.

## Біографія
Діапазон голосу Валлі — три з половиною октави. На фальцет зі свого «природного» баритона він може переходити без звичайного для співаків фальцетом розриву. Коли за порадою продюсера Боба Крю використовувати цю здатність співака учасник The Four Seasons Боб Гаудіо написав пісню «Sherry», до групи прийшов великий успіх — в кінці літа 1962 року «Sherry» очолила американський національний чарт. Приблизно в цей час (за іншими даними, в 1964 році) Гаудіо і Валлі скріпили рукостисканням неофіційну угоду завжди ділити свої доходи між собою навпіл. З тих пір вони працювали разом над багатьма проектами і ось вже багато десятків років незалежно від того, хто з них заробляє, цю домовленість дотримуються.
У середині 1960-х, залишаючись учасником групи, Валлі почав сольну кар'єру. Тріумфу він досяг з піснею «Can't Take My Eyes Off You», яка за підсумками 1967 року була номінована на «Греммі», а сингл з неї був сертифікований золотим за продажі в більш ніж мільйон примірників. Вона залишалася єдиним сольним золотим успіхом співака аж до 1976 року, коли «My Eyes Adored You» очолила «гарячу сотню» «Білборда». А в 1978 році співак записав написану Баррі Гіббом титульную пісню для фільму-мюзиклу «Бріолін». Сингл з нею став платиновим.
У 1967 році співаку був поставлений діагноз «атеросклероз». Лікарі сказали йому, що рано чи пізно він буде глухим. В якийсь період він став чути так погано, що на концертах ледве міг розчути музику. Його кар'єрі міг настати кінець, але в кінці 1970-х майже дивом серією операцій його вдалося відновити слух.
На сьогоднішній день Френк Валлі продовжує записувати диски і виступати з концертами.

## Дискографія

### Альбоми
| Назва                                    | Детальніше                                                                                             | Чарти |
| Назва                                    | Детальніше                                                                                             | US    |
| ---------------------------------------- | --- | ----- |
| The 4 Seasons Present Frankie Valli Solo | - Випущено: червень 1967 - Лейбл: Philips - Кат. номер(а): 200—247 (моно) / 600—247 (стерео)           | 34    |
| Timeless                                 | - Випущено: липень 1968 - Лейбл: Philips - Кат. номер(а): 600—274                                      | 176   |
| Closeup                                  | - Випущено: лютий 1975 - Лейбл: Private Stock - Кат. номер(а): PS 2000                                 | 51    |
| Inside You                               | - Випущено: вересень 1975 - Лейбл: Motown - Кат. номер(а): M6-852S1                                    | —     |
| Our Day Will Come                        | - Випущено: листопад 1975 - Лейбл: Private Stock - Кат. номер(а): PS 2006                              | 107   |
| Valli                                    | - Випущено: вересень 1976 - Лейбл: Private Stock - Кат. номер(а): PS 2017                              | —     |
| Lady Put the Light Out                   | - Випущено: листопад 1977 - Лейбл: Private Stock - Кат. номер(а): PS 7002                              | —     |
| Frankie Valli… Is the Word               | - Випущено: серпень 1978 - Лейбл: Warner Bros / Curb - Кат. номер(а): BS 3233                          | 160   |
| Heaven Above Me                          | - Випущено: листопад 1980 - Лейбл: MCA / Curb - Кат. номер(а): 5134                                    | —     |
| Romancing the '60s                       | - Випущено: жовтень 2007 - Лейбл: Cherry Entertainment / Universal Motown - Кат. номер(а): B0009908-02 | 167   |